# 寬街車站 (BMT拿騷街線)
寬街車站（英語：Broad Street station）或譯作百老街車站，是美國紐約地鐵BMT拿骚街線的一個地鐵站，位於曼哈頓金融區寬街及華爾街交界。此站是J線（任何時候停站）的南端總站，也有Z線（僅繁忙時段的尖峰方向停站）列車服務。

## 車站結構
| G        | 街道層             | 出入口                                               |
| M        | 夾層               | 閘機、車站詢問處                                     |
| M        | 夾層               | 出站轉乘到華爾街                                     |
| P 月台層 | 側式月台，右側開門 | 側式月台，右側開門                                   |
| P 月台層 | 北行               | （黃昏繁忙時段）往牙買加中心-帕森斯/射手（福爾頓街） |
| P 月台層 | 南行               | （早上繁忙時段）總站軌道                             |
| P 月台層 | 側式月台，右側開門 |                                                      |

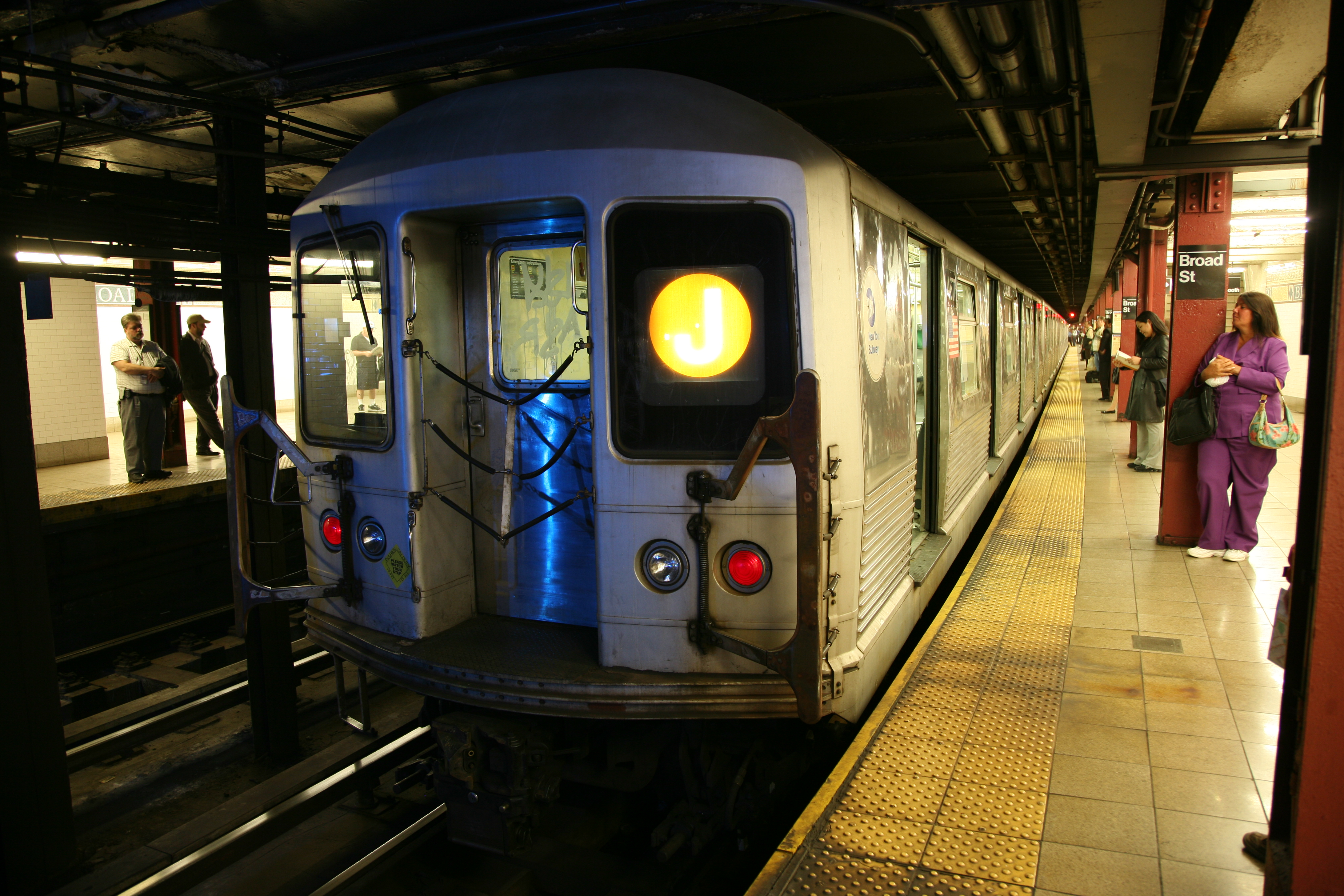
寬街一列J線R42型列車

此站設有兩個側式月台和兩條軌道。車站以南設有兩條中央軌道，在止衝擋結束，用於儲車和調度。更南面，BMT拿骚街線的兩條軌道通過立體交匯匯入BMT百老匯線，然後通過蒙塔格街隧道進入布魯克林下城。不過自從2010年6月M線列車由拿骚街線改道到IND第六大道線後，再無定期服務使用這條連接線。

### 往華爾街的出站轉乘
閘外，車站的主出入口設有一條長長的行人通道前往IRT萊辛頓大道線的華爾街車站，但只在平日早上7時至晚上6時開放。它向北通過3個街區到達大通曼哈頓廣場1號的基座，並設有兩扇門和一條較寬的樓梯連接街道層一個沒有劃出的出入口。通道半路西側有一條短樓梯通往較窄的行人通道，橫穿公平大廈的基座，再通過全高式閘機進入地鐵系統。閘機內，行人通道分岔，兩條支路分別通往華爾街兩個側式月台。BMT拿骚街線與IRT萊辛頓大道線之間的免費轉乘可在此站以北三個車站轉乘（福爾頓街、錢伯斯街與堅尼街）。
兩站共用塞達爾及寬街東角的出口。

## 外部連結
- nycsubway.org—BMT Nassau St./Jamaica Line: Broad Street
- Station Reporter — J Train
- Nassau Street entrance (via Chase Plaza) from Google Maps Street View
- Broad and Wall Streets western entrance from Google Maps Street View
- Broad and Wall Streets eastern entrance from Google Maps Street View
- Broad Street and Exchange Place entrance-only from Google Maps Street View
- Broad Street and Exchange Place exit-only from Google Maps Street View
- Platform from Google Maps Street View